# Escasez de agua en África

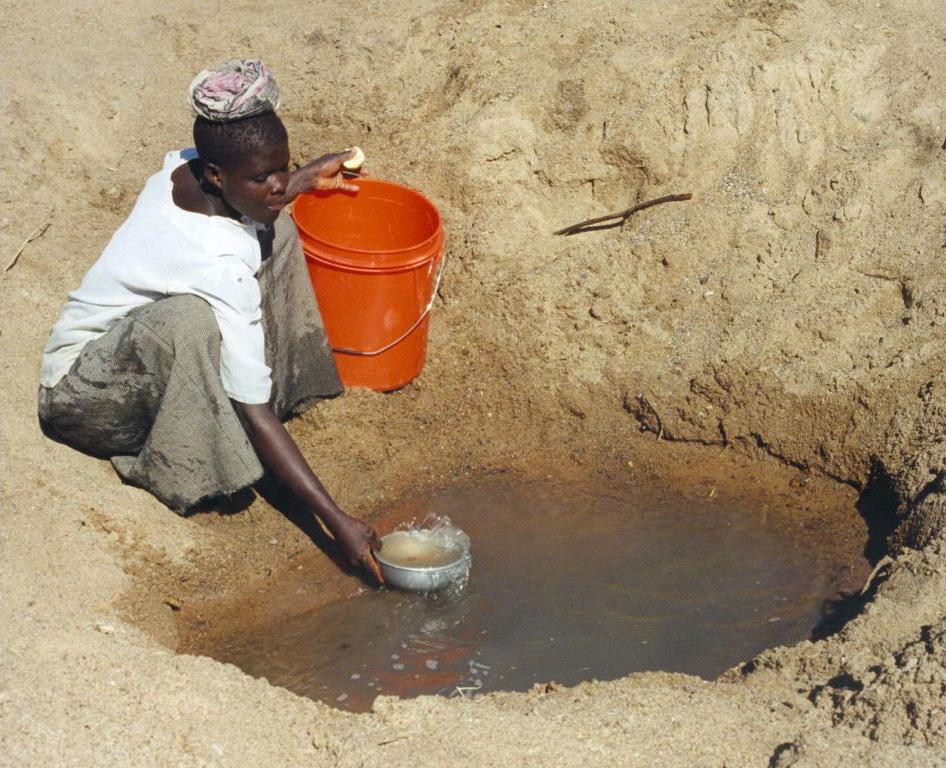
Fuente de agua de la aldea de Mwamanongu, Tanzania. En el distrito de Meatu, región de Shinyanga, el agua proviene con mayor frecuencia de agujeros abiertos excavados en la arena de lechos de ríos secos, e invariablemente está contaminada.

Se pronostica que la escasez de agua en África alcanzará niveles peligrosamente altos para 2025. Se estima que alrededor de dos tercios de la población mundial podría sufrir escasez de agua dulce para 2025. Las principales causas de la escasez de agua en África son la escasez física y económica, el rápido crecimiento demográfico y el cambio climático. La escasez de agua es la falta de recursos de agua dulce para satisfacer la demanda estándar de agua. Aunque el África subsahariana tiene un suministro abundante de agua de lluvia, es estacional y se distribuye de manera desigual, lo que provoca inundaciones y sequías frecuentes. Además, los problemas predominantes de desarrollo económico y pobreza, combinados con el rápido crecimiento de la población y la migración rural-urbana, han convertido al África subsahariana en la región más pobre y menos desarrollada del mundo.
El informe de 2012 de la Organización de las Naciones Unidas para la Agricultura y la Alimentación indica que la creciente escasez de agua es ahora uno de los principales desafíos para el desarrollo sostenible. Esto se debe a que un número creciente de cuencas fluviales han llegado a condiciones de escasez de agua por la demanda combinada de la agricultura y otros sectores. Los impactos de la escasez de agua en África van desde la salud (las mujeres y los niños se ven particularmente afectados) hasta la educación, la productividad agrícola, el desarrollo sostenible y el potencial de más conflictos por el agua.
Para abordar adecuadamente el problema de la escasez de agua en África, la Comisión Económica de las Naciones Unidas para África enfatiza la necesidad de invertir en el desarrollo de los recursos hídricos potenciales de África para reducir el sufrimiento innecesario, garantizar la seguridad alimentaria y proteger las ganancias económicas mediante la gestión eficaz de sequías, inundaciones y la desertificación. Los esfuerzos continuos para lograr esto incluyen un énfasis en implementaciones de infraestructura y mejoras de pozos, sistemas de captación de agua de lluvia y tanques de almacenamiento de agua limpia.

## Contexto

Niñas locales de Babile (Etiopía) llenan recipientes de agua de plástico en la principal fuente de agua de la zona.

Cuando existe un desequilibrio geográfico y temporal entre la demanda de agua dulce y su disponibilidad, eso se conoce como escasez de agua. En este sentido, la escasez se puede definir como la escasez de disponibilidad debido a la escasez física o la escasez de acceso debido a la falta de infraestructura adecuada. La escasez de agua es consecuencia tanto de causas naturales como provocadas por el hombre. La escasez de agua o falta de agua potable segura (escasez física de agua) es uno de los principales problemas del mundo que afecta a más de 1100 millones de personas en todo el mundo, lo que significa que una de cada seis personas carece de acceso a agua potable segura.
El Programa de Monitoreo Conjunto para el Abastecimiento de Agua y Saneamiento establecido por la Organización Mundial de la Salud (OMS) y el Fondo de las Naciones Unidas para la Infancia (UNICEF) define el agua potable segura como «agua con características microbianas, químicas y físicas que cumplen con las pautas de la OMS o las normas nacionales sobre calidad del agua potable». Los hidrólogos generalmente evalúan la escasez de agua observando una ecuación población-agua que trata 1700 metros cúbicos por persona como el umbral nacional para satisfacer los requisitos de agua para la producción agrícola e industrial, la energía y el medio ambiente. Una dsponibilidad por debajo del umbral de 1000 metros cúbicos representa un estado de «escasez de agua», mientras que cualquier cantidad inferior a 500 metros cúbicos representa un estado de «escasez absoluta».
En 2019, la Organización Mundial de la Salud y el Fondo Internacional de Emergencia para la Infancia de las Naciones Unidas registraron que aproximadamente 2200 millones de personas no tienen acceso a fuentes de agua desinfectada. A partir de 2006, un tercio de todas las naciones sufría escasez de agua limpia, pero África subsahariana tenía la mayor cantidad de países con estrés hídrico de cualquier otro lugar del planeta y, de aproximadamente 800 millones de personas que viven en África, 300 millones viven en un entorno con escasez de agua. De acuerdo con los hallazgos presentados en la Conferencia de 2012 sobre «Escasez de agua en África: problemas y desafíos», se estima que para 2030 entre 75 y 250 millones de personas en África vivirán en áreas con alto estrés hídrico, lo que probablemente desplazará entre 24 millones y 700 millones de africanos a medida que las condiciones se vuelven cada vez más inhóspitas.

### Variación regional
África del Norte y África Subsahariana están progresando hacia el Objetivo de Desarrollo del Milenio sobre el agua a diferentes ritmos. Mientras que el norte de África tiene una cobertura de agua segura del 92 %, el África subsahariana se mantiene por debajo 60 % de cobertura, dejando al 40 % de los 783 millones de personas en esa región sin acceso a agua potable limpia.
Algunas de estas diferencias en la disponibilidad de agua limpia se pueden atribuir a los climas extremos de África. Aunque el África subsahariana tiene un suministro abundante de agua de lluvia, es estacional y se distribuye de manera desigual, lo que provoca inundaciones y sequías frecuentes. Además, los problemas predominantes de desarrollo económico y pobreza, combinados con el rápido crecimiento de la población y la migración rural-urbana, han convertido al África subsahariana en la región más pobre y menos desarrollada del mundo. Por lo tanto, esta pobreza impide que muchas ciudades de esta región proporcionen agua limpia y servicios de saneamiento y eviten un mayor deterioro de la calidad del agua, incluso cuando existen oportunidades para abordar estos problemas de agua. Además, el rápido crecimiento de la población conduce a un mayor número de asentamientos africanos en tierras de alto riesgo propensas a inundaciones.
El último informe del objetivo 6 de los ODS ha mencionado varios hechos sobre el estado del agua en el África subsahariana, incluida la falta de higiene y su impacto en el estado nutricional, especialmente entre los niños debido al aumento de la tasa de enfermedades infecciosas. Además, casi 1/3 de la población subsahariana corre peligro de pasar hambre por la falta de acceso a los alimentos. Además, África subsahariana carece de acceso a agua potable segura en un 76 % por ciento, mientras que solo el 6 % de Europa y América del Norte no están cubiertos.

## Causas

### Escasez física y económica
La escasez de agua es un fenómeno tanto natural como creado por el hombre. Por lo tanto, es fundamental dividirla en dos tipos generales: escasez económica y escasez física. La escasez económica se refiere al hecho de que encontrar una fuente confiable de agua potable lleva mucho tiempo y es costoso. Alternativamente, la escasez física es cuando simplemente no hay suficiente agua dentro de una región dada.
La Comisión Económica de las Naciones Unidas para África de 2006 estima que 300 millones de los 800 millones que viven en el continente africano viven en un entorno con escasez de agua. Específicamente en el norte de África, así como en el sur de África, el aumento de las temperaturas globales que acompaña al cambio climático ha intensificado el ciclo hidrológico que conduce a estaciones secas más secas, lo que aumenta el riesgo de sequías más extremas y frecuentes. Esto afecta significativamente la disponibilidad, calidad y cantidad de agua debido a la reducción de los caudales de los ríos y el almacenamiento en embalses, la disminución de los niveles freáticos y el secado de los acuíferos en las regiones norte y sur de África.

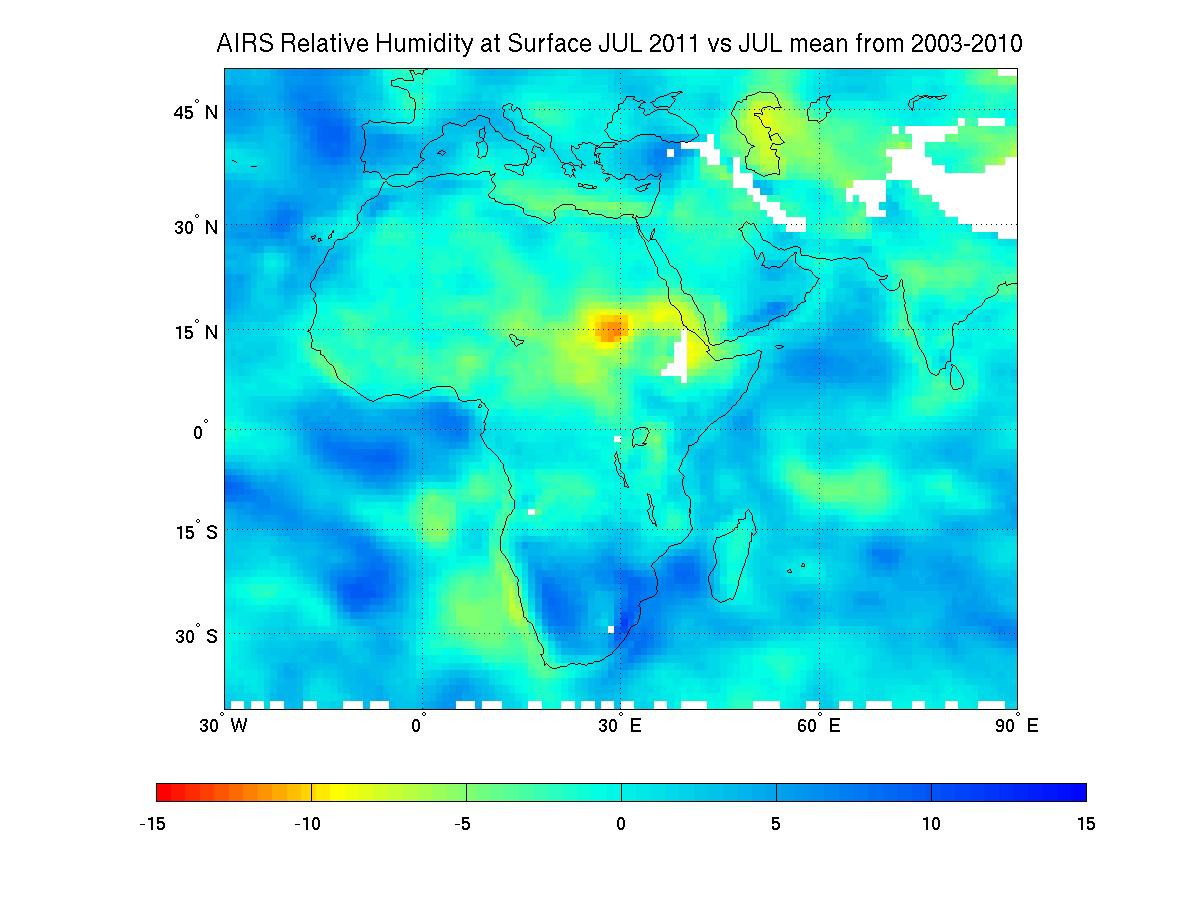
La gravedad de la sequía africana explicada en diferentes áreas geográficas.

Incluido en la categoría de escasez física está el tema de la sobreexplotación. Esto está contribuyendo a la reducción de muchos de los grandes lagos de África, incluidos el Nakivale, Nakuru y el lago Chad, que se ha reducido al 10 % de su volumen original. En términos de política, los incentivos para el uso excesivo se encuentran entre los más dañinos, especialmente en lo que respecta a la extracción de agua subterránea. Para el agua subterránea, una vez que se instala la bomba, la política de muchos países es limitar la extracción solo en función del costo de la electricidad y, en muchos casos, subsidiar los costos de electricidad para usos agrícolas, lo que daña los incentivos para conservar dichos recursos. Además, muchos países de África establecen el costo del agua muy por debajo de los niveles de recuperación de costos, lo que desalienta el uso eficiente y amenaza la sostenibilidad.
La mayor parte del África subsahariana sufre escasez económica debido a la falta de los medios monetarios necesarios para utilizar fuentes de agua adecuadas por parte de la población. Tanto las razones políticas como los conflictos étnicos han contribuido a esta distribución desigual de los recursos. De las dos formas de escasez de agua, la escasez económica se puede abordar de manera rápida y efectiva con una infraestructura simple para recolectar agua de lluvia de techos y represas, pero esto requiere recursos económicos de los que carecen muchas de estas áreas debido a la ausencia de desarrollo industrial y la pobreza generalizada.
Grandes partes de África sufren de escasez económica de agua; el desarrollo de la infraestructura hídrica en esas áreas podría, por lo tanto, ayudar a reducir la pobreza. A menudo surgen condiciones críticas para comunidades económicamente pobres y políticamente débiles que viven en un ambiente ya seco. El consumo aumenta con el PIB per cápita: en la mayoría de los países desarrollados, la cantidad promedio es de alrededor de 200 a 300 litros diarios. En los países en desarrollo (por ejemplo, países africanos como Mozambique), el consumo medio diario de agua per cápita fue inferior a 10 l. Esto contrasta con el contexto de las organizaciones internacionales, que recomiendan un mínimo de 20 l de agua (sin incluir el agua necesaria para lavar la ropa), disponible como máximo a 1 km de la vivienda. El aumento del consumo de agua se correlaciona con el aumento de los ingresos, medidos por el PIB per cápita. En los países que sufren escasez de agua, el agua es objeto de especulación.

### Crecimiento poblacional
Durante el último siglo, la población mundial se ha más que duplicado. La población de África es notablemente la de más rápido crecimiento en el mundo. Se espera que aumente aproximadamente un 50 % en los próximos 18 años, pasando de 1200 millones de personas en la actualidad a más de 1800 millones en 2035. De hecho, África representará casi la mitad del crecimiento de la población mundial en las próximas dos décadas. También existe una ecuación simple pero apreciable que, a medida que aumenta la población, también aumenta la demanda de agua. Al mismo tiempo, los recursos hídricos en la región africana están disminuyendo gradualmente debido a la ocupación de lugares que antes eran fuentes de agua. A medida que la población aumenta rápidamente, hay demandas urgentes de mejorar la salud, la calidad de vida, la seguridad alimentaria y la «lubricación» del crecimiento industrial, lo que también impone severas limitaciones al agua disponible para lograr estos objetivos.
El aumento de la población solo exacerbará la crisis de escasez de agua a medida que se ejerza más presión sobre la disponibilidad y el acceso a los recursos hídricos. «Hoy, el 41% de la población mundial vive en cuencas fluviales que se encuentran bajo estrés hídrico». Esto genera una gran preocupación, ya que muchas regiones están llegando al límite en el que los servicios de agua pueden prestarse de manera sostenible. A nivel mundial, alrededor del 55 % de la población mundial vive en áreas urbanas y, para 2030, podría haber un aumento del 5 % en esta proporción. Esta es la misma experiencia en África. Grandes ciudades como Lagos, Kinshasa y Nairobi han duplicado su población en un período de quince años. Aunque la gente está migrando a estas ciudades urbanas, la disponibilidad de agua dulce se ha mantenido igual, o en algunos casos se ha reducido, ya que el agua es una sustancia finita. El aumento de la población en las ciudades africanas crea un vínculo con el desequilibrio entre el suministro de agua y las demandas en esas ciudades.
Además de la urbanización que contribuye al desequilibrio entre la oferta y la demanda de agua, la urbanización también provoca un aumento de la contaminación del agua. Como resultado de que más personas se mudan a las ciudades, hay un mayor depósito de aguas residuales y desechos en los cuerpos de agua. En los países en desarrollo, más del 90 % de las aguas residuales generadas se eliminan en cuerpos de agua y no se tratan. Además, el sistema de alcantarillado funciona de manera ineficiente, por lo que las fugas de las tuberías de alcantarillado no se atienden, lo que eventualmente se filtra al suelo y causa una mayor contaminación de las aguas subterráneas.

### Cambio climático
El cambio climático incluye tanto el calentamiento global provocado por las emisiones humanas de gases de efecto invernadero como los cambios a gran escala resultantes en los patrones climáticos. A medida que el cambio climático calienta el planeta, las zonas geográficas más calurosas del mundo se vuelven más abrasadoras. Simultáneamente, las nubes se alejan más del ecuador hacia el polo por un fenómeno de cambio climático llamado expansión de células de Hadley. Esto priva a las regiones ecuatoriales como el África subsahariana, el Medio Oriente y América Central del agua de lluvia que da vida. Si las temperaturas globales continúan aumentando, las precipitaciones se convertirán cada vez más en una problemática deliada: largos períodos secos en ciertos sectores, peligrosas inundaciones en otros y, en algunos lugares, una intensa escasez de agua.
El cambio climático está alterando los patrones climáticos, provocando fenómenos meteorológicos extremos, disponibilidad impredecible de agua, exacerbando la escasez de agua y contaminando los suministros de agua. Según el Africa Partnership Forum: «aunque África es el continente menos responsable del cambio climático, es particularmente vulnerable a los efectos», y los impactos a largo plazo incluyen «cambios en los patrones de lluvia que afectan la agricultura y reducen la seguridad alimentaria; empeoran la seguridad del agua; la disminución de los recursos pesqueros en los grandes lagos debido al aumento de la temperatura, el cambio de enfermedades transmitidas por vectores, el aumento del nivel del mar que afecta a las zonas costeras bajas con grandes poblaciones y el aumento del estrés hídrico». Tales impactos pueden afectar drásticamente la cantidad y calidad del agua que los niños necesitan para sobrevivir.
Los estudios prevén que para el año 2050 las precipitaciones en el África subsahariana podrían descender un 10 %, lo que provocará una importante escasez de agua. Esta disminución del 10 % en la precipitación reduciría el drenaje en un 17 % y las regiones que reciben entre 500 y 600 mm/año de lluvia experimentarán una reducción del 50 al 30 % respectivamente en el drenaje superficial. Además, el Informe sobre Desarrollo Humano predice un calentamiento combinado con un 10 % menos de precipitaciones en las regiones del interior de África, lo que se verá amplificado por la pérdida de agua debido al aumento de la pérdida de agua debido al aumento de la temperatura. Se considera que las sequías y las inundaciones son la amenaza más peligrosa para la escasez física de agua. Este calentamiento será mayor en las regiones semiáridas del Sahara, a lo largo del Sahel y las áreas interiores del sur de África. El Panel Intergubernamental sobre Cambio Climático informa que el cambio climático en África se ha manifestado en sequías más intensas y prolongadas en los trópicos y subtrópicos, mientras que las áreas áridas o semiáridas en el norte, oeste, este y partes del sur de África se están volviendo más secas y secas. más susceptible a la variabilidad de las precipitaciones y las tormentas. El cambio climático ha contribuido enormemente a la ya exacerbada situación de la crisis del agua en África y en todo el mundo, lo que ha hecho que la Organización Mundial de la Salud lo declare como la mayor amenaza para la salud mundial en el siglo XXI.
El Informe sobre Desarrollo Humano continúa explicando que debido a la dependencia de África de la agricultura de secano, la pobreza generalizada y la escasa capacidad, los problemas de agua causados por el cambio climático afectan al continente con mucha más violencia en comparación con las naciones desarrolladas que tienen los recursos y la diversidad económica. para hacer frente a tales cambios globales. Es muy probable que este mayor potencial de sequía y la disminución de los rendimientos de los cultivos conduzcan a una mayor pobreza, menores ingresos, medios de vida menos seguros y una mayor amenaza de hambre crónica para las personas más pobres en el África subsahariana. En general, esto significa que el estrés hídrico causado por las cantidades cambiantes de precipitación es particularmente dañino para África y, por lo tanto, el cambio climático es uno de los principales obstáculos que debe enfrentar el continente cuando intenta asegurar fuentes de agua limpias y confiables. «El 66 por ciento de las personas que viven en el África subsahariana viven en áreas donde llueve poco o nada, lo que a menudo resulta en una vegetación y esfuerzos agrícolas fallidos. Actualmente, más de 300 a 800 millones de africanos subsaharianos viven en un lugar con escasez de agua, y se ha pronosticado que empeorará si continúa la tendencia del cambio climático».

## Consecuencias

### Salud
El impacto aparente más inmediato de la escasez de agua en África es sobre la salud del continente. Con una falta total de agua, los humanos solo pueden vivir de 3 a 5 días en promedio. Esto a menudo obliga a quienes viven en regiones privadas de agua a recurrir a recursos hídricos inseguros, lo que, según la Organización Mundial de la Salud, contribuye a la propagación de enfermedades transmitidas por el agua, como la fiebre tifoidea, el cólera, la disentería y la diarrea, y a la propagación de enfermedades como paludismo cuyos vectores dependen de dichos recursos hídricos y pueden provocar enfermedades como el tracoma, la peste y el tifus. Además, la escasez de agua hace que muchas personas almacenen agua dentro del hogar, lo que aumenta el riesgo de contaminación del agua en el hogar y los incidentes de malaria y dengue propagados por mosquitos. Estas enfermedades transmitidas por el agua generalmente no se encuentran en los países desarrollados debido a los sofisticados sistemas de tratamiento de agua que filtran y cloran el agua, pero para aquellos que viven con una infraestructura de agua menos desarrollada o inexistente, las fuentes de agua naturales sin tratar a menudo contienen pequeños gusanos y bacterias que transmiten enfermedades. Aunque muchas de estas enfermedades transmitidas por el agua son tratables y prevenibles, son una de las principales causas de enfermedad y muerte en el mundo. A nivel mundial, 2,2 millones de personas mueren cada año a causa de enfermedades relacionadas con la diarrea y, en un momento dado, el cincuenta por ciento de todas las camas de hospital del mundo están ocupadas por pacientes que padecen enfermedades relacionadas con el agua. Los bebés y los niños son especialmente susceptibles a estas enfermedades debido a sus sistemas inmunológicos jóvenes, lo que conduce a tasas elevadas de mortalidad infantil en muchas regiones de África. La escasez de agua tiene un gran impacto en la higiene.
Cuando se infectan con estas enfermedades transmitidas por el agua, los que viven en comunidades africanas que sufren escasez de agua no pueden contribuir a la productividad y el desarrollo de la comunidad por una simple falta de fuerza. Además, los recursos económicos individuales, comunitarios y gubernamentales se ven afectados por el costo de los medicamentos para tratar las enfermedades transmitidas por el agua, lo que resta recursos que podrían haberse asignado potencialmente para apoyar el suministro de alimentos o las tasas escolares.[15] Además, en términos de financiamiento gubernamental, el Consejo de Colaboración de Abastecimiento de Agua y Saneamiento (WSSCC) estima que en el África subsahariana, el tratamiento de la diarrea debido a la contaminación del agua consume el 12 % del presupuesto de salud del país. Con mejores condiciones de agua, la carga sobre el cuidado de la salud sería menos sustancial, mientras que una fuerza laboral más sana estimularía el crecimiento económico y ayudaría a aliviar la prevalencia de la pobreza.
Junto con las enfermedades transmitidas por el agua y el agua potable insalubre, la desnutrición también es una de las principales causas de muerte en África. Parte de la desnutrición es causada por la reducción de la producción agrícola en algunas regiones de África debido a la escasez de agua. Según una revisión de 2008, aproximadamente 178 millones de niños menores de 5 años tienen retraso del crecimiento, la mayoría de los cuales vive en el África subsahariana. La causa del retraso en el crecimiento es la desnutrición en los niños.

#### Mujeres
Las posiciones sociales divergentes de las mujeres y los hombres africanos conducen a diferencias en las responsabilidades, los derechos y el acceso al agua, por lo que las mujeres africanas soportan una carga desproporcionada por la escasez de agua potable limpia. En la mayoría de las sociedades africanas, las mujeres son vistas como recolectoras, administradoras y guardianas del agua, especialmente dentro de la esfera doméstica que incluye las tareas domésticas, cocinar, lavar y criar a los hijos. Debido a estos roles laborales tradicionales de género, las mujeres se ven obligadas a dedicar alrededor del sesenta por ciento de cada día a recolectar agua, lo que se traduce en aproximadamente 200 millones de horas de trabajo colectivo de mujeres en todo el mundo por día y una disminución en la cantidad de tiempo disponible para la educación. La escasez de agua exacerba este problema, como lo indica la correlación de la disminución en el acceso al agua con una disminución en la matrícula primaria, secundaria y terciaria combinada de mujeres.
Para las mujeres africanas, su papel diario en la recuperación de agua limpia a menudo significa llevar el típico bidón que puede pesar más de 40 libras cuando está lleno durante un promedio de seis kilómetros por día. Esto tiene consecuencias para la salud, como daño óseo permanente por transportar cargas pesadas de agua a largas distancias todos los días, lo que se traduce en un esfuerzo físico que contribuye a aumentar el estrés, aumentar el tiempo dedicado a la recuperación de la salud y disminuir la capacidad no solo para recuperarse físicamente. asisten a instalaciones educativas, pero también absorben mentalmente la educación debido al efecto del estrés en la toma de decisiones y las habilidades de memoria. Además, en términos de salud, el acceso a agua potable segura y limpia conduce a una mayor protección contra las enfermedades y enfermedades transmitidas por el agua, lo que aumenta la capacidad de las mujeres para asistir a la escuela.
El detrimento que la escasez de agua tiene en el logro educativo de las mujeres, a su vez, afecta el capital social y económico de las mujeres en términos de liderazgo, ingresos y oportunidades laborales. Como resultado de esto, muchas mujeres no pueden mantener un empleo. El número perdido de posibles días de escuela y educación impide que la próxima generación de mujeres africanas rompa el ciclo de desigualdad de oportunidades de empleo remunerado, lo que sirve para perpetuar la prevalencia de la desigualdad de oportunidades para las mujeres africanas y los efectos adversos asociados con la falta de ingresos de trabajo remunerado. empleo. Por lo tanto, un mejor acceso al agua influye en la distribución del tiempo de las mujeres, el nivel de educación y, como resultado, su potencial para salarios más altos asociados con un empleo reconocido y remunerado.

### Educación
Además, el problema de la escasez de agua en África impide que muchos niños pequeños asistan a la escuela y reciban educación. Se espera que estos niños no solo ayuden a sus madres en la recuperación de agua, sino que también ayuden con las demandas de las tareas domésticas que requieren más tiempo debido a la falta de agua disponible. Además, la falta de agua limpia significa la ausencia de instalaciones sanitarias y letrinas en las escuelas. Esto afecta a más niñas cuando llegan a la pubertad. En términos de oportunidades educativas perdidas, se estima que esto resultaría en 272 millones más de días de asistencia escolar por año si se hiciera una inversión adecuada en agua potable y saneamiento.
Para los padres, un mayor acceso a recursos hídricos fiables reduce la vulnerabilidad a las crisis, lo que permite una mayor seguridad de los medios de subsistencia y que las familias asignen una mayor parte de sus recursos al cuidado de sus hijos. Esto significa una mejor nutrición para los niños, una reducción de los días escolares perdidos debido a problemas de salud y una mayor flexibilidad para gastar recursos en cubrir los costos directos asociados con enviar a los niños a la escuela. Además, si las familias escapan de la migración forzada debido a la escasez de agua, el potencial educativo de los niños mejora aún más con una mayor estabilidad y una asistencia escolar ininterrumpida.

### Agricultura

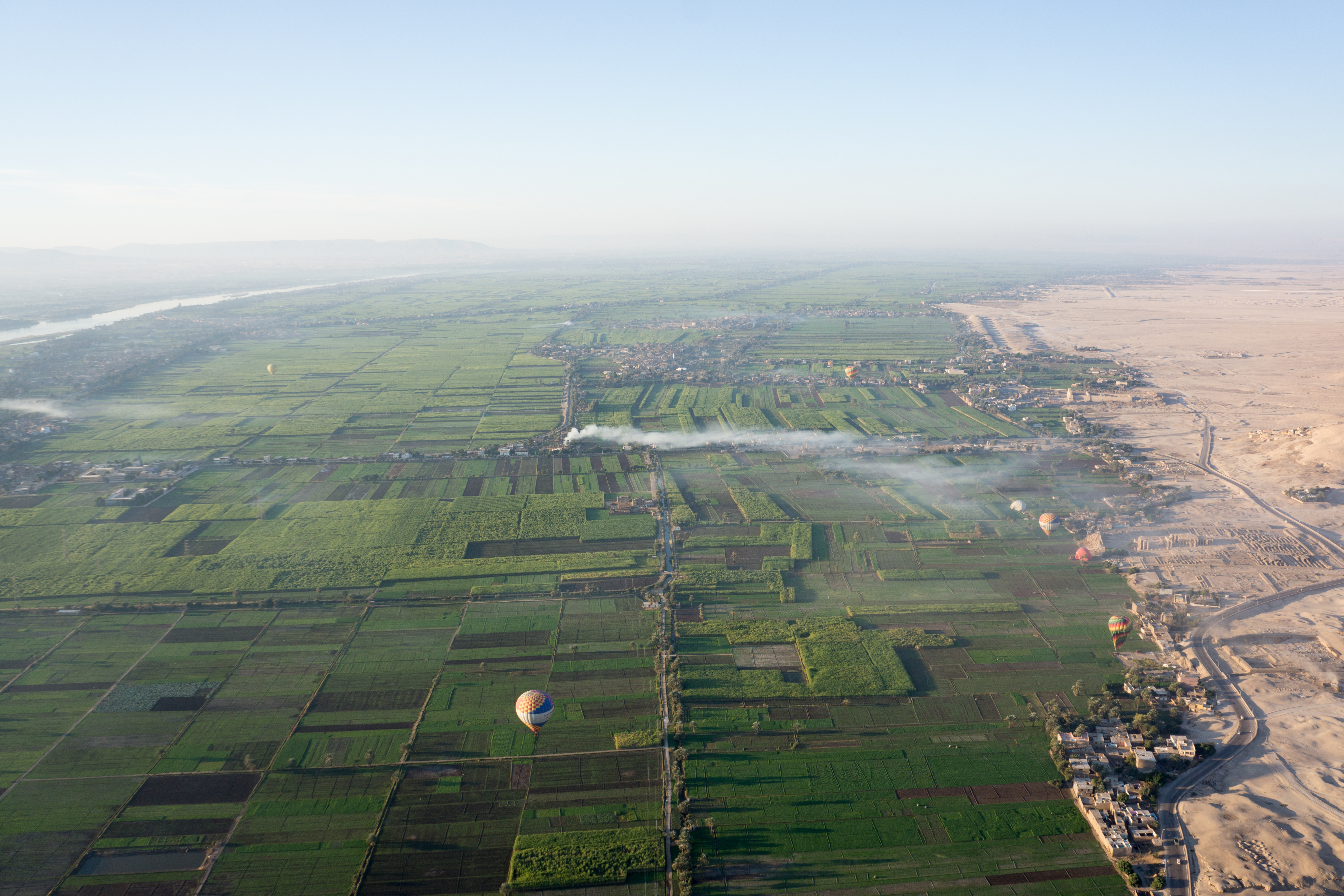
La decisión de Etiopía de llenar el embalse de la Gran Presa del Renacimiento Etíope podría reducir los flujos del Nilo hasta en un 25 % y devastar las tierras de cultivo egipcias.

El Informe sobre Desarrollo Humano informa que el uso humano del agua se asigna principalmente al riego y la agricultura. En áreas en desarrollo, como las de Europa, la agricultura representa más del 80 % del consumo de agua. Esto se debe al hecho de que se necesitan alrededor de 3500 litros de agua para producir suficientes alimentos para el mínimo diario de 3000 calorías, y la producción de alimentos para una familia típica de cuatro personas requiere una cantidad diaria de agua equivalente a la cantidad de agua en una piscina olímpica. piscina de tamaño mediano. Debido a que la mayor parte de África sigue dependiendo de un estilo de vida agrícola y entre el 80 % y el 90 % de todas las familias en las zonas rurales de África dependen de la producción de sus propios alimentos, la escasez de agua se traduce en una pérdida de la seguridad alimentaria. El agua, la agricultura, la nutrición y la salud siempre han estado vinculados, pero recientemente se han reconocido e investigado como un bucle de causa y efecto. Más del 70 % de la agricultura practicada en el África subsahariana es agricultura de secano. Con la creciente variabilidad de los patrones climáticos actuales, los cultivos y las cosechas son más propensos a verse afectados por sequías e inundaciones. La seguridad alimentaria y nutricional está definiendo la agenda de desarrollo en el África subsahariana.
Según la Comisión Económica para África de las Naciones Unidas y la Nueva Alianza para el Desarrollo de África: «el riego es clave para lograr una mayor producción agrícola que es importante para el desarrollo económico y para alcanzar la seguridad alimentaria». La mayoría de las comunidades rurales africanas actualmente no están aprovechando su potencial de riego. La agricultura de riego solo representa el 20 % de los tipos de agricultura a nivel mundial. Históricamente, en el África subsahariana los gobiernos han jugado un papel importante en el desarrollo del riego. A partir de la década de 1960, donantes como el Banco Mundial apoyaron a estos gobiernos africanos en el desarrollo de sistemas de riego. Sin embargo, en los años transcurridos desde entonces, la agricultura de riego ha producido un rendimiento de cultivos inferior al esperado. El Objetivo de Desarrollo Sostenible 2 pretende acabar con el hambre y promover la agricultura sostenible para lograr la seguridad alimentaria y nutricional. Debe haber un cambio de la producción de cultivos de alto rendimiento a un sistema de cultivo más diversificado, que incluya cultivos nutritivos infrautilizados que contribuirán a la diversidad de la dieta y alcanzarán los objetivos nutricionales diarios.
Pero para muchas regiones, hay una falta de recursos financieros y humanos para apoyar la infraestructura y la tecnología necesarias para el riego adecuado de los cultivos. Debido a esto, el impacto de las sequías, las inundaciones y la desertificación es mayor en términos de pérdidas económicas africanas y pérdidas de vidas humanas debido a la mala cosecha y el hambre. En un estudio realizado por el Banco Mundial, encontraron que, en promedio, las personas que sufren de desnutrición pierden el 10 % de sus ingresos potenciales de por vida. También encontraron que los países pierden entre el 2 % y el 3 % de su PIB debido a la desnutrición.

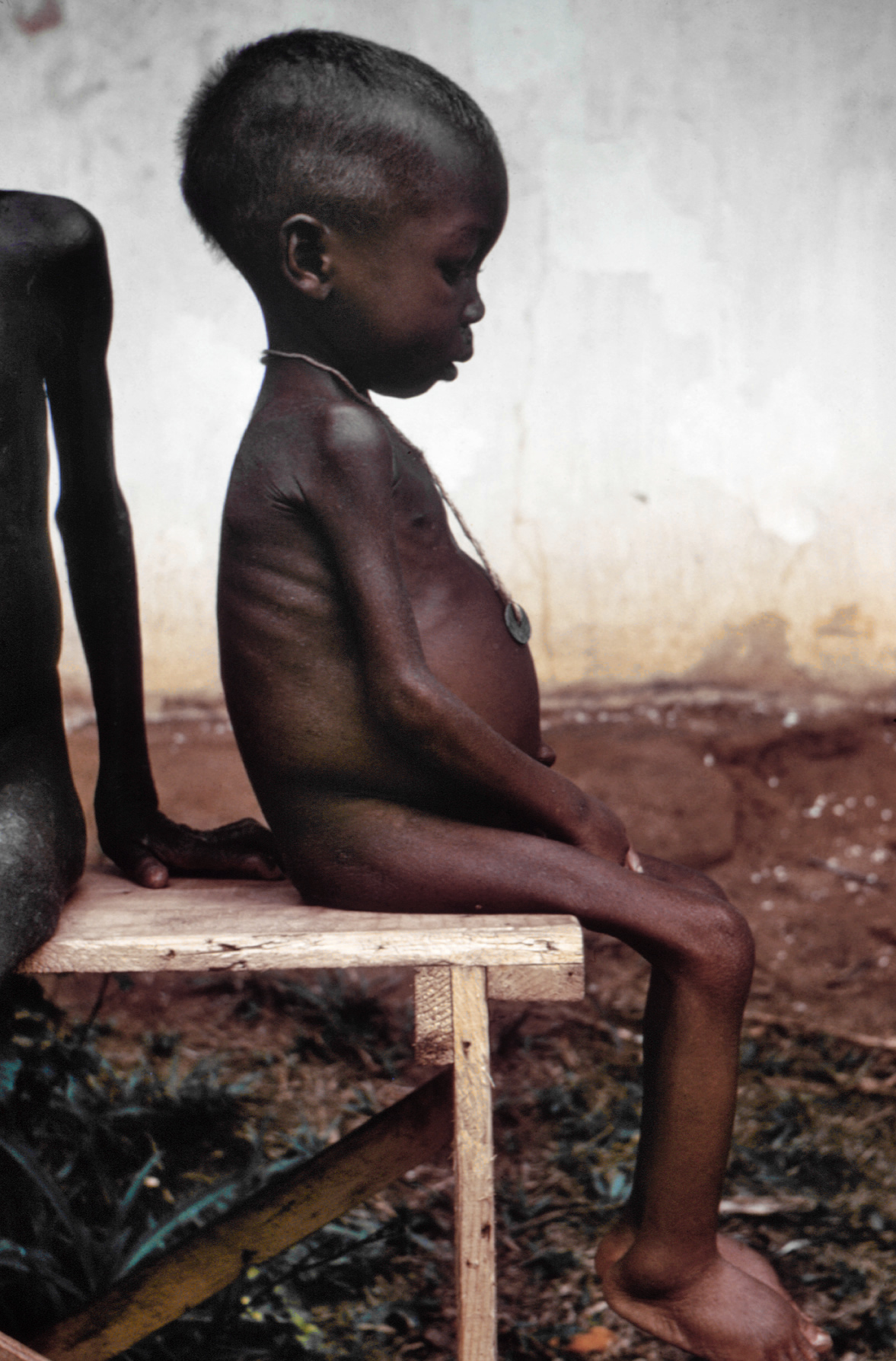
Niña hambrienta en Nigeria.

Además, la falta de agua hace que muchos africanos utilicen aguas residuales para el crecimiento de cultivos, lo que provoca que una gran cantidad de personas consuman alimentos que pueden contener sustancias químicas u organismos que causan enfermedades transferidos por las aguas residuales. Los humedales artificiales de aguas grises y los filtros de arena modificados son dos métodos de filtración de aguas grises que se han propuesto. Estos métodos permiten que las aguas grises se purifiquen o filtren para eliminar los peligros biológicos del agua que no sería segura para usar en la agricultura. Por lo tanto, para el número extremadamente alto de áreas africanas que sufren problemas de escasez de agua, invertir en desarrollo significa retirarse de forma sostenible de fuentes de agua dulce limpia, garantizar la seguridad alimentaria mediante la expansión de las áreas de riego y gestionar de manera efectiva los efectos del cambio climático. El informe de objetivos de desarrollo sostenible apunta a aumentar el uso seguro de aguas residuales para contribuir a aumentar la producción de alimentos y mejorar la nutrición.

### Productividad y desarrollo
La pobreza está directamente relacionada con la accesibilidad al agua potable limpia; sin ella, las posibilidades de salir de la trampa de la pobreza son extremadamente escasas. Este concepto de «trampa de la pobreza del agua» fue desarrollado por economistas que observaron específicamente el África subsahariana y se refiere a un ciclo de pobreza financiera, baja producción agrícola y creciente degradación ambiental. En este ciclo de retroalimentación negativa, esto crea un vínculo entre la falta de recursos hídricos y la falta de recursos financieros que afectan a todos los niveles de la sociedad, incluidos el individuo, el hogar y la comunidad. Dentro de esta trampa de pobreza, las personas están sujetas a bajos ingresos, altos costos fijos de las instalaciones de abastecimiento de agua y falta de crédito para inversiones en agua, lo que resulta en un bajo nivel de inversión en recursos hídricos y terrestres, falta de inversión en actividades generadoras de ganancias, degradación de los recursos y pobreza crónica. Para agravar esto, en los barrios marginales de los países en desarrollo, las personas pobres suelen pagar de cinco a diez veces más por unidad de agua que las personas con acceso a agua corriente debido a problemas, incluida la falta de infraestructura y la corrupción gubernamental, que se estima que aumenta los precios de los servicios de agua entre un 10 % y un 30 %.
Por lo tanto, las consecuencias sociales y económicas de la falta de agua limpia penetran en los ámbitos de la educación, las oportunidades de empleo remunerado, la fuerza física y la salud, el desarrollo agrícola e industrial y, por lo tanto, el potencial productivo general de una comunidad, nación y/o región. Debido a esto, la ONU estima que solo el África subsahariana pierde 40 mil millones de horas de trabajo potenciales por año recolectando agua.

### Conflicto
El crecimiento demográfico en todo el mundo y el cambio climático son dos factores que juntos podrían dar lugar a conflictos por el agua en muchas partes del mundo. La explosión demográfica en las naciones en desarrollo dentro de África combinada con el cambio climático ya está causando una tensión extrema dentro y entre las naciones. En el pasado, los países han trabajado para resolver las tensiones del agua a través de la negociación, pero se predice que habrá una escalada en la agresión por la accesibilidad del agua.
La susceptibilidad de África a posibles conflictos inducidos por el agua se puede dividir en cuatro regiones: las cuencas del Nilo, Níger, Zambeze y Volta. Atravesando Egipto, Etiopía y Sudán, el agua del Nilo tiene el potencial de provocar conflictos y disturbios. En la región del Níger, la cuenca del río se extiende desde Guinea a través de Malí y hasta Nigeria. Especialmente para Malí, uno de los países más pobres del mundo, el río es vital para la alimentación, el agua y el transporte, y su uso excesivo está contribuyendo a una fuente de agua cada vez más contaminada e inutilizable. En el sur de África, la cuenca del río Zambeze es uno de los sistemas fluviales más sobreutilizados del mundo, por lo que Zambia y Zimbabue compiten ferozmente por él. Además, en 2000, Zimbabue provocó que la región experimentara las peores inundaciones de la historia reciente cuando el país abrió las compuertas de la represa de Kariba. Finalmente, dentro de la cuenca del río Volta, Ghana depende de su producción hidroeléctrica pero sufre sequías periódicas que afectan la producción de electricidad de la represa de Akosombo y limitan la capacidad de Ghana para sostener el crecimiento económico. Junto con las limitaciones que esto también impone a la capacidad de Ghana para proporcionar energía al área, esto podría contribuir potencialmente a la inestabilidad regional.
En este punto, las agencias federales de inteligencia han emitido el juicio conjunto de que en los próximos diez años, es poco probable que los problemas del agua causen tensiones internas y externas que conduzcan a la intensificación de la guerra. Pero si continúan las tasas actuales de consumo junto con el estrés climático, la UNECA predice que los niveles de escasez de agua en África alcanzarán niveles peligrosamente altos para 2025. Esto significa que para 2022 existe la posibilidad de un cambio en el potencial de la escasez de agua para contribuir a conflicto. Según la Estimación de inteligencia nacional clasificada sobre la seguridad del agua, solicitada por la secretaria de Estado Hillary Clinton y completada en el otoño de 2011, después de 2022 es más probable que el agua se utilice como arma de guerra y herramienta potencial para el terrorismo, especialmente en el norte de África. En el Día Mundial del Agua, el Departamento de Estado declaró que el estrés hídrico «probablemente aumentará el riesgo de inestabilidad y fracaso estatal, exacerbará las tensiones regionales y distraerá a los países de trabajar con Estados Unidos en importantes objetivos políticos». Refiriéndose específicamente al Nilo en Egipto, Sudán y las naciones más al sur, el informe predice que las naciones río arriba limitarán el acceso al agua por razones políticas y que los terroristas pueden atacar infraestructuras relacionadas con el agua, como embalses y represas, con más frecuencia. Debido a esto, el Informe de Riesgo Global 2011 del Foro Económico Mundial ha incluido la escasez de agua como uno de los cinco principales riesgos del mundo por primera vez.

## Enfoques

### Tecnologías
Las soluciones más básicas para ayudar a proporcionar a África agua potable y utilizable incluyen excavación de pozos, sistemas de captación de lluvia, pastillas antiparasitarias y bombas manuales, pero la alta demanda de soluciones de agua limpia también ha impulsado el desarrollo de algunas soluciones creativas clave.
Algunas organizaciones sin fines de lucro se han centrado en el aspecto de la contaminación del agua potable por desechos de aguas residuales mediante la instalación de inodoros rentables y relativamente libres de mantenimiento, como el Eco-sanitation Flush Toilet de Drop In The Bucket o el Elephant Toilet. Este último utiliza recursos comunitarios en la construcción para crear un mecanismo de eliminación de desechos relativamente simple que separa los sólidos de los líquidos para promover una descomposición más rápida y reducir el impacto en las aguas subterráneas. En comparación, el inodoro con descarga Eco-Sanitation tampoco utiliza energía de ningún tipo, pero en realidad trata las aguas residuales en lugar de simplemente almacenarlas para que la salida del inodoro sea solo agua. Ambas soluciones son fáciles de mantener para los residentes de las comunidades africanas y tienen un impacto notable en la limpieza de las fuentes de agua locales.
Otras soluciones a los problemas de escasez de agua limpia se han centrado en sistemas de bombeo innovadores, incluidas las bombas manuales, las «bombas para jugar» de Water for People, y las Elephant Pupms de Pump Aid. Los tres diseños están construidos para ayudar a las comunidades a extraer agua limpia de los pozos. La bomba manual es la más básica y sencilla de reparar, y las piezas de repuesto se encuentran fácilmente. Utilizando un enfoque más creativo, Play Pumps combina el juego de los niños con la extracción de agua limpia mediante el uso de equipos de juegos, llamados rotondas. La idea detrás de esto es que mientras los niños juegan en la rotonda, el agua se bombeará simultáneamente desde un tanque de reserva a los inodoros, a las estaciones de lavado de manos o al agua potable. Sin embargo, algunas desventajas de PlayPump son su incapacidad para abordar situaciones de escasez física de agua y el peligro de explotación cuando el juego de los niños se equipara con el bombeo de agua. Alternativamente, las bombas Elephant son bombas de agua manuales simples. Una vez que se prepara un pozo, se instala un mecanismo de bomba de mecate que es fácil de mantener, utiliza piezas de origen local y puede estar listo y funcionando en un lapso de tiempo de aproximadamente una semana. La bomba Elephant puede proporcionar a 250 personas 40 litros de agua limpia por persona por día.
Yendo más allá de la eliminación de desechos sanitarios y las bombas, la tecnología de agua limpia ahora se puede encontrar en forma de filtración de pajitas para beber. Usada como solución por Water Is Life, la pajilla es pequeña, portátil y cuesta 10 USD por unidad. El dispositivo de filtración está diseñado para eliminar las enfermedades transmitidas por el agua y, como resultado, proporcionar agua potable segura para una persona durante un año.
En general, hay disponible una amplia gama de soluciones rentables, manejables e innovadoras para ayudar a África a producir agua limpia y libre de enfermedades. En última instancia, de lo que se trata es de utilizar la tecnología apropiada para las necesidades de cada comunidad individual. Para que la tecnología sea efectiva, debe ajustarse a los aspectos ambientales, éticos, culturales, sociales y económicos de cada comunidad africana. Además, los gobiernos estatales, las agencias donantes y las soluciones tecnológicas deben tener en cuenta la disparidad de género en el acceso al agua para no excluir a las mujeres de los proyectos de desarrollo o gestión de recursos.[34] Si esto se puede hacer, con suficientes fondos y ayuda para implementar tales tecnologías, es factible eliminar la escasez de agua limpia para el continente africano antes de la fecha límite de los Objetivos de Desarrollo del Milenio de 2012.